# 샬럿 체커스 (ECHL)
| 샬럿 체커스   | |
| 콘퍼런스      | 남부 콘퍼런스 (1997년~2003년) 동부 콘퍼런스 (2003년~2004년) 아메리칸 콘퍼런스 (2004년~2010년)                                                     |
| 디비전        | 이스트 디비전 (1993년~1997년) (2004년~2005년) 사우스이스트 디비전 (1997년~1999년) 노스이스트 디비전 (1999년~2003년) 사우스 디비전 (2005년~2010년) |
| 설립연도      | 1993년 |
| 해체연도      | 2010년 |
| 역사          | 샬럿 체커스 (1993년~2010년) |
| 경기장        | 크리켓 아레나 타임 워너 케이블 아레나 |
| 연고지        | 노스캐롤라이나주 샬럿 |
| 상징색        | 파우더 블루, 감색, 빨강, 하양 |
| 구단주        | |
| 단장          | |
| 감독          | |
| NHL 제휴      | |
| AHL 제휴      | |
| 정규시즌 우승 | |
| 콘퍼런스 우승 | 1 (1996) |
| 디비전 우승   | |
| 켈리 컵       | 1 (1996) |
| 영구 결번     | 4 |

샬럿 체커스(Charlotte Checkers)는 미국 노스캐롤라이나주 샬럿을 연고지로 하는 1993년부터 2010년까지 ECHL 소속되었던 아이스 하키팀이다.

## 역대 홈경기장
| 경기장                  | 사용기간      | 수용인원 | 장소                  | 비고 |
| ----------------------- | ------------- | -------- | --------------------- | ---- |
| 샬럿 체커스             |               |          |                       |      |
| 크리켓 아레나           | 1993년~2005년 | 8,600명  | 노스캐롤라이나주 샬럿 | 빈칸 |
| 타임 워너 케이블 아레나 | 2005년~2010년 | 14,100명 | 노스캐롤라이나주 샬럿 | 빈칸 |